# ちひろさん
『ちひろさん』は、安田弘之による日本の漫画作品。1999年から2001年にかけて『モーニングマグナム増刊』、『モーニング』および『イブニング』（ともに講談社）で連載されていた『ちひろ』の続編で、第1部が『Eleganceイブ』（秋田書店）2013年7月号から2018年9月号まで連載された。同誌では2023年3月号に本作の映画化記念特別号として展開され、新たなエピソードが描きおろされている。その後、同誌2024年3月号、2024年12月号、2025年7月号にも掲載。2023年2月に映画化された。
『ちひろ』では売れっ子風俗嬢のちひろの日常を描き、『ちひろさん』では元風俗嬢だったちひろが海辺の小さなお弁当屋で働き、恋愛、仕事、自分自身のことなど様々な悩みを抱える人々に寄り添う姿を描く。
『ちひろ』、『ちひろさん』ともに作者の安田の代表作のひとつである。2024年1月時点で紙と電子書籍を合わせた累計部数が100万部を突破している。

## あらすじ
元風俗嬢のちひろは「のこのこ弁当」で働き始める。美人で愛想のいいちひろはすぐに店の看板娘になり、商店街で愛されるようになるが、孤独を好む彼女は他人と深くつきあうことを拒む。そんな彼女の周りに過干渉な家族に悩む女子高生オカジ、母親に放任されている問題児の佐竹まことたちが集まるようになる。
ちひろが唯一心を許していたのは、店長の妻で盲目の尾藤多恵。ちひろは多恵を「お母さん」と呼んで懐く。ある日ちひろは本名の古澤綾を名乗り、周囲の人を家族に見立てるようになる。だが多恵から同居を持ちかけられたちひろは突如失踪。その後時折手紙やメールで近況を知らせてくるだけになった。

## 登場人物
ちひろ
本作の主人公。元風俗嬢。本名は古澤綾。30代。今は弁当屋「のこのこ弁当」で働いている。
オカジ / 瀬尾久仁子
眼鏡をかけた地味な女子高生。ちひろに興味を惹かれて近づき、ちひろに気に入られる。ちひろに感化されて良い子でいるのをやめ、家族に反抗したり、仲のいい女オタクグループに本音を言って孤立するが、ちひろの知り合いのべっちんと友達になる。見た目に反して明るい性格。
ベっちん / 宇部
眼鏡にふくよかな体型の女子高生。オカジと同じ高校だが不登校。ちひろが隠れ家にしていた廃屋ビルでオカジと出会い、意気投合する。
尾藤
のこのこ弁当店長。中年男性。自ら山菜やきのこを採りに行って作るこだわりの弁当がちひろに気に入られる。
永井
のこのこ弁当店員。口うるさい高齢女性。たびたびちひろをいびるが梅干しと漬け物の味は絶品。息子の嫁の初音は「デキた嫁」と褒め仲がいい。
篠原
のこのこ弁当店員。永井と同年代の女性だが温厚な性格。
佐竹まこと
男子小学生。自転車のタイヤをパンクさせる、公園の砂場に釘を巻くなど問題行動を繰り返していたが、ちひろにきつく咎められおとなしくなる。母親はシングルマザーでネグレクトされている。のこのこ弁当で弁当をもらう常連になり、オカジとは喧嘩しながらも姉弟のような関係になる。
古河まゆ
まことのクラスメイト。まことのことを気にかけている。気が弱く、すぐに胃が痛くなる。
すず
ちひろと同じ風俗店で働いていた女性。本番行為をしていたことをちひろに見抜かれ改心する。店をやめてからは健康飲料販売に転身し、恩義のあるちひろを誘うが、逆にちひろの不興を買う。
バジル
ちひろの友人のニューハーフ。ちひろからは「バジ姐」と呼ばれる。内海店長に惚れ込み観賞魚店を手伝うようになる。
尾藤多恵
のこのこ弁当店長の妻。ちひろが尊敬する数少ない女性。一年前階段から転落する事故で視力を失い長期入院している。ちひろとは風俗嬢時代から知り合いだが、ちひろは「ゆきえ」と名乗って見舞いに通っていた。退院後はちひろと旅行に行くなど母子のように親しくなる。
内海
ちひろが勤めていた風俗店「ぷちブル」元店長。店をやめてから「内海観賞魚店」を開く。
ヒトミ
まことの母親。ぼったくりバーで働く。まことがちひろの弁当をもらっていることが気に入らず弁当屋に怒鳴り込みにくる。ちひろ曰くメスの匂いをプンプンさせた人物。

## 書誌情報
- 安田弘之『ちひろ』講談社〈モーニングKC〉、2001年9月19日発売[1]、ISBN 4-06-328771-8
- 安田弘之『ちひろさん』秋田書店〈A.L.C DX〉、既刊9巻（2018年12月14日現在）
  1. 2014年3月14日発売[11]、ISBN 978-4-253-15877-0
  2. 2014年9月16日発売[15]、ISBN 978-4-253-15878-7
  3. 2015年4月16日発売[16]、ISBN 978-4-253-15879-4
  4. 2015年11月16日発売[17]、ISBN 978-4-253-15880-0
  5. 2016年7月15日発売[18]、ISBN 978-4-253-15881-7
  6. 2017年3月16日発売[19]、ISBN 978-4-253-15976-0
  7. 2017年10月16日発売[20]、ISBN 978-4-253-15977-7
  8. 2018年7月13日発売[21]、ISBN 978-4-253-15978-4
  9. 2018年12月14日発売[22]、ISBN 978-4-253-15979-1

## 映画
2023年2月23日にNetflixにて全世界配信及び一部劇場にて公開された。監督は今泉力哉、主演は有村架純。PG12指定。

### キャスト
- ちひろ / 古澤綾：有村架純
- オカジ / 瀬尾久仁子：豊嶋花[24]
- 佐竹マコト：嶋田鉄太[24]
- バジル：van[24]
- 谷口：若葉竜也[24]
- ヒトミ：佐久間由衣[24]
- べっちん / 宇部千夏：長澤樹[24]
- チヒロ：市川実和子[24]
- ちひろ（幼少期）：奈良澪[25]
- 瀬尾みつ子：占部房子[26]
- 瀬尾徹：斉藤陽一郎[27]
- 瀬尾亜紀：太田結乃[28]
- 寺尾：芹澤興人
- 沙都子：南琴奈[29]
- 美晴：伊礼姫奈[30]
- まな：滝澤エリカ[31]
- 男子生徒：新井洸聖[32]、浅川蓮、佐々木詩音
- シゲ：大迫茂生[33]
- 大宮：大宮将司[34]
- 廣瀬祐樹[35]
- 細川：細川佳央[36]
- 飯田：飯田芳[37]
- ラーメン屋の客：岡部成司[38]
- ラーメン屋店員：嶺豪一
- 農夫：木村知貴[39]
- 小学生：宮本琉成[40]、海津陽[41]、智崎凱斗[42]、佐藤尊[43]、鈴木雄大[44]
- テレビドラマの母親役：7A
- テレビドラマの父親役：芝博文
- 祐一：金野雄斗[45]
- 圭介（ちひろの弟・声）：武田知久[46]
- 金魚すくい屋：内堀太郎
- 看護師：安田茉央
- 浮浪者のおじさん：鈴木慶一[24]
- 永井：根岸季衣[24]
- 尾藤：平田満[24]
- 内海：リリー・フランキー[24]
- 尾藤多恵：風吹ジュン[24]

### スタッフ
- 原作：安田弘之『ちひろさん』（秋田書店『レディース・コミックス・デラックス』刊）
- 監督：今泉力哉
- 脚本：澤井香織、今泉力哉
- 音楽：岸田繁
- 主題歌：くるり「愛の太陽」（VICTOR ENTERTAINMENT / SPEEDSTAR RECORDS）[47]
- エグゼクティブプロデューサー：岡野真紀子、佐藤菜穂美、豊島雅郎
- プロデューサー：山野晃、中里友樹
- スーパーバイジング・プロデューサー：山田雅子
- ラインプロデューサー：三好保洋
- 撮影：岩永洋
- 照明：谷本幸治
- 録音：根本飛鳥
- 美術：井上心平
- 装飾：遠藤善人
- 編集：佐藤崇
- スクリプター：河野ひでみ
- スタイリスト：伊賀大介
- 衣裳：江口久美子
- ヘアメイク：田中マリ子
- ヘアメイク（有村架純）：宮内三千代
- キャスティング：細川久美子
- フードスタイリスト：飯島奈美
- リレコーディングミキサー：浜田洋輔
- 音響効果：勝亦さくら
- カラリスト：石山将弘
- VFXプロデューサー：前川英章
- 助監督：高土浩二
- 制作担当：多賀典彬
- 音楽プロデューサー：安井輝
- 宣伝協力：FINOR
- 配給：アスミック・エース
- 制作プロダクション：アスミック・エース、デジタル・フロンティア
- 製作：Netflix、アスミック・エース